# جمعية التضامن النسوي
جمعية التضامن النسوي (بالفرنسية: Association Solidarité Féminine)‏ وتُختصر ASF هي منظمة غير ربحية أسستها رئستها الحالية عائشة الشنا في الدار البيضاء بالمغرب عام 1985. تهتم الجمعية بمساعدة الأمهات العازبات على اكتساب خبرات العمل من خلال تدريبهن في مطعم الجمعية، وصنع الحلويات، والحمام.

## التاريخ
في عام 1985، تم إنشاء جمعية التضامن النسوي في الدار البيضاء في المغرب.
في عام 1988، افتتح أول مركز للجمعية أبوابه في تيزي وسلي.
حصلت عائشة الشنا على ميدالية الشرف التي يمنحها الملك محمد السادس في عام 2000، حصلت على جائزة إليزابيث نورجالي في عام 2005، وجائزة Opus بالإضافة إلى جائزة Dona d'el Ano في عام 2009.
في عام 2013، حصلت عائشة الشنا على وسام جوقة الشرف.

## الأهداف
الهدف رئيسي لجمعية التضامن النسوي هو منع التخلي عن الأطفال من خلال تأهيل أمهاتهم (اقتصادياً واجتماعياً). للقيام بذلك، وضعت الجمعية إستراتيجية في يناير 2003 تفي بخمسة أهداف محددة:
- التواصل
- المرافقة
- التكامل
- التدريب
- التطوير

## الوسائل
إن جمع التبرعات أمر لا مفر منه في جميعة التضامن النسوي التي تدخل في عالم الأعمال الخيرية. عائشة الشنا تشرع في افتتاح جمعية من أجل جمع الأموال. في عام 2004، افتتحت مركزًا للياقة البدنية بالقرب من مركز الجمعية. ويعتمد دخلها أيضًا على التبرعات التي قدمها مانحون سخيون أو على الأموال التي جلبتها الجوائز المتعددة التي فازت بها الجمعية. وتروج رئيسة الجمعية من خلال الرد على المقابلات حول العالم للتحدث عن مشروعها وفضح "المشاكل التي تصادفها أثناء عمله.
صدر كتاب في عام 1996 بعنوان "Miséria" يروي تاريخ الجمعية.
لتحقيق هذه الأهداف للجمعية ثلاثة قطاعات تشغيلية:
- مركز دعم الأمهات المحتاجات (CSMD).
- حضانات في كل موقع من مواقع التدريب الثلاثة.
- التدريب على التطبيقات المدرة للدخل (المطاعم، محلات الحلويات، خدمة تقديم الطعام، ورشة الخياطة، الحمام، إدارة الكافتيريا، أكشاك البيع).

في 20 فبراير 2015، تم توقيع شراكة بين مؤسسة SMarT وجمعية التضامن النسوي. ستسهل هذه الاتفاقية وصول الأمهات العازبات إلى مكان العمل ومساعدتهن على استعادة الثقة بالنفس كأمهات مسؤولات ومستقلات ماليًا.

## النتائج
حصلت عائشة الشنا الناشطة النقابية المغربية الكبيرة، رئيسة ومؤسسة جمعية التضامن النسوي بالفعل على جوائز تكريمًا لعملها. من بينها جائزة أوبوس، وهي نوع من جائزة نوبل للمساعدات الإنسانية، وكذلك جائزة حقوق الإنسان للجمهورية الفرنسية عام 1995. في عام 2000، نالت وسام الشرف للملك محمد السادس، ثم في عام 2009 فازت بجائزة دونا لإل أنو بإيطاليا. حصلت على رتبة فارس من وسام جوقة الشرف للجمهورية الفرنسية في عام 2013.
تسمح جمعية التضامن النسوي للأمهات والأطفال بإعادة الاندماج في أسرهم. كما أتاحت للأمهات العازبات وأطفالهن فرصة الاندماج في المجتمع مع الحفاظ على كرامتهم. بفضل عائشة الشنا، تمكن العديد من الأطفال الذين عاشوا طفولة صعبة، وعاشوا شبابهم في فقر من الصعود في صفوف المجتمع، ليصبحوا رجال أعمال ومسؤولين كبار وفنانين موهوبين.
تم استقبال عائشة الشنا رسميًا في عام 2015 كجزء من اللقاء الوطني حول تقنين الإجهاض في المغرب.

## وصلات خارجية
- الموقع الرسمي